# 罈罐窯遺址
罈罐窯遺址位於四川省眉山市青神縣，文物遺址年代判定為宋代。2007年6月1日公佈為四川省第七批文物保護單位。